# サッカー台

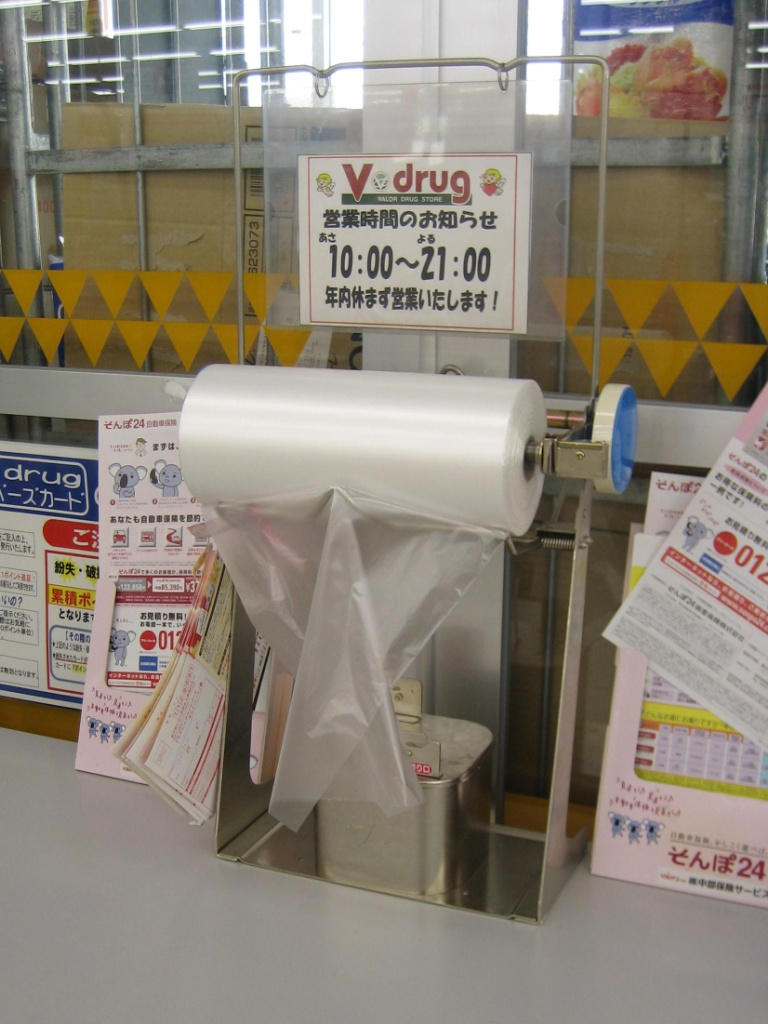
日本のドラッグストアにあるサッカー台の一例／薄手のポリ袋のロールとその専用スタンド（中央）、スタンドと一体になっている広告案内板（中央奥。ここでは営業時間を表示している）、買物情報の広告類（左右。ここではスペースの使用権を買った保険会社のパンフレットなどが並んでいる）が確認できる。

サッカー台（サッカーだい）とは、小売店において決済コーナーを通過した先にある、購入者用の作業台である。客はこのスペースを使って、決済済み商品を買物袋（レジ袋や自前の買物袋）に詰めたり、店が提供している段ボール製の空き箱などに詰めたりする。日本語名としては、「サッカー」と「荷作り」の語呂合わせから来る「作荷台（さっかだい）」「サッカ台」という異称もある。
球技の「サッカー (soccer)」とは無関連で、語源とされる英語（※後述）とは綴りも異なる。

## 概要
日本の店のサッカー台の場合、水気・汁気の漏れる可能性のある生ものや他と直に接触させることのはばかられる化学製品などを入れるための薄手のポリ袋は、それを必要としない業態の店でない限り、常備しているのが通常といえる。これを設置できる専用スタンドには「ロール袋スタンド」「ロールポリ袋用スタンド」「サッカー台用ロール器具」など様々な呼称があって決まりがない。ほかにも、荷作りに便利なセロハンテープや紐、手の油分が不足してレジ袋の口を開けられない人のための水で湿らせたスポンジや布などといったものを配置している店もある。加えて、荷作りとは無関係なアイスクリーム用の木製スプーンなどをここに設置して、必要とする客が自由に持ち帰れるようにしている店もある。また、店側の都合で、店自身や契約企業等の広告チラシやフリーペーパーなど買い物情報等の提供スペースとしても機能している。
国・地域にかかわらず、たいていのサッカー台は、形状は直方体で机形のスチール製もしくは木製の台で、高さは大人の腰と同じくらいの高さ（日本の場合、多くは70センチメートル強）、色は少なくとも天板の部分は清潔感の高い白である。日本のサッカー台は、長さでは、机下に立方体形で2つ分のスペースがあって2パーティションもしくは3パーティションで使える短いタイプ（横幅は150センチメートル程度）と、4つ分以上あって2パーティション以上で使える長いタイプに大別できる。短いタイプであれ長いタイプであれ、机下のオープンスペースをそのままに使う例、全幅を収納部として使う例、片側を収納部として使う例がある。ここでいう収納部とは、サッカー台と一体となっている引き戸式で立方体形もしくは直方体形の家具的収納パートのことである。この部分は店側が備品を収納するスペースであって、客が中を物色することはマナー違反に当たる。机下のオープンスペースは、そのまま何も置かない店も少なくないが、オプションとして、オープンスペースに合わせたごみ箱や蓋付きもしくは蓋なしのストッカーを使う店が多い。基本的に、ごみ箱は客用でストッカーは店側の備品である。また、天板に載せるかぶち抜く形でロールポリ袋用スタンドを設置している店が多く、このスチール製スタンドに広告掲示板が附帯していることも多い(p16)。

## 語源
「サッカー台」という日本語名称の由来については、イギリス英語で「袋詰め作業をする店員」を［ sack + -er ］という語構成で "sacker（サッカー）”ということから、次のような語源説があるものの、いずれも確定的資料は無い。
- 日本語で「荷作りするための台」という意味の「作荷台」と、英語の "sacker" から派生した「サッカー台」が混同されている。
- 日本にスーパーマーケットが普及するにあたり、英語 "sacker" から派生した当て字として「作荷台」という用語が生成された。

スーパーマーケットの業務文章、什器メーカーのカタログ、店内に掲示される客用の文章では、「サッカー台」と「作荷台」のいずれかまたは両方の表記が見られ、統一されていない。
なお、イギリス英語でいうところの "sacker" をアメリカ英語では［ bag + -er ］という語構成で "bagger（バッガー）" というが、欧米のスーパーマーケットには日本のサッカー台に相当するものはなく、ウォルマートやターゲットなどといったアメリカ合衆国の小売店では "checkout counter（チェックアウトカウンター）" と呼ばれるレジのテーブルがサッカー台を兼ねていることが通常である。日本でもコンビニエンスストアは、ここでいうのと同じ「チェックアウトカウンター（勘定台）」があるばかりで、サッカー台は設けられていない。